# Румянцев, Николай Петрович
Граф Никола́й Петро́вич Румя́нцев, Румянцов (3 [14] апреля 1754, Санкт-Петербург — 3 [15] января 1826, Санкт-Петербург) — государственный деятель Российской империи, руководитель русской дипломатии в годы Наполеоновских войн, крупный меценат; сын полководца графа Петра Румянцева-Задунайского. Министр иностранных дел (1808–1814), первый председатель Государственного совета (1810–1812), канцлер Российской империи (с 1809). Основатель Румянцевского музея, покровитель кругосветного плавания Крузенштерна — Лисянского. Почётный член Императорской Российской академии (1819),член непременного совета(1801)

## Биография

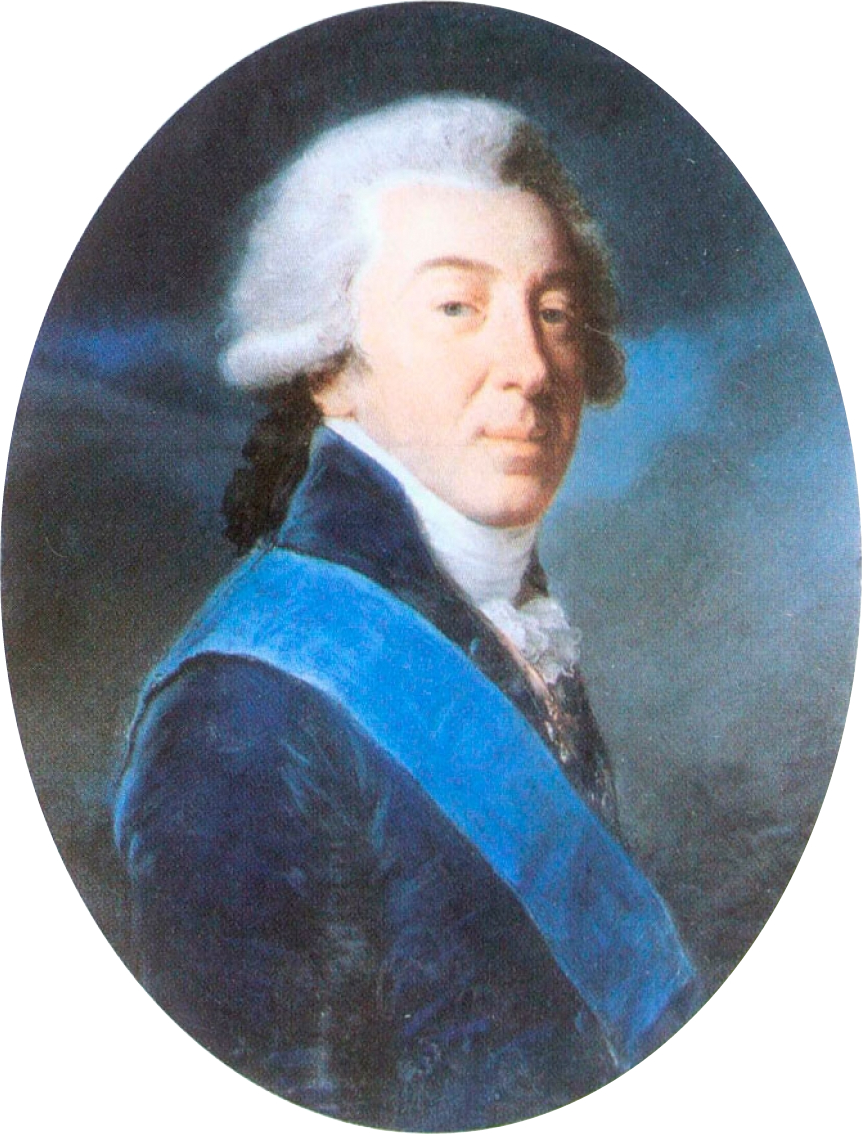
Граф Николай Румянцев. Портрет работы В. К. Сазонова (1810-е годы)

Средний сын Петра Румянцева-Задунайского и Екатерины Румянцевой (в девичестве Голицыной). Старший брат — Михаил, младший брат — Сергей.
В 1760 году был записан в Конный лейб-гвардии полк, а в 1768 году переведён в Семёновский лейб-гвардии полк. 1 января 1769 года получил чин прапорщика, 1 августа 1772 года — чин камер-юнкера; служил при дворе Екатерины II.
С 14 апреля 1774 по 6 сентября 1776 года для пополнения образования путешествовал по Европе под наблюдением Ф. М. Гримма, слушал лекции в Лейденском университете, встречался с Вольтером. В 1776—1781 годах служил при «Малом Дворе». 5 мая 1779 года получил чин камергера.
В 1781—1795 годах находился на дипломатической службе во Франкфурте-на-Майне. 1 января 1791 года получил чин тайного советника.
В 1792 году по особому поручению императрицы подыскивал невест для её внуков — Александра и Константина.
В 1793—1795 годах был представителем Екатерины II при будущем французском короле Людовике XVIII.
В ноябре 1795 года вернулся в Санкт-Петербург; назначен в состав Особой комиссии по изменению курса медной монеты.
1796, 11 апреля — назначен директором Государственного Заёмного банка и одновременно сенатором Первого департамента Сената.
1796, 16 ноября — назначен гофмейстером Высочайшего Двора.
1796, 22 ноября — назначен обер-гофмейстером Высочайшего Двора.
1796, 26 ноября — получил чин действительного тайного советника.
1797, 18 декабря — 1798, 6 сентября — одним из директоров Государственного вспомогательного для дворянства банка, главным директором которого был его брат Сергей.
1801, 17 августа — назначен членом Непременного совета.
1801, 21 августа — 1809, 18 апреля — директор Департамента водных коммуникаций. Одним из успехов Румянцева на этом посту считается строительство Мариинской водной системы (открыта в 1810 году).
1801, 27 августа — назначен в присутствие в Первом департаменте Сената.

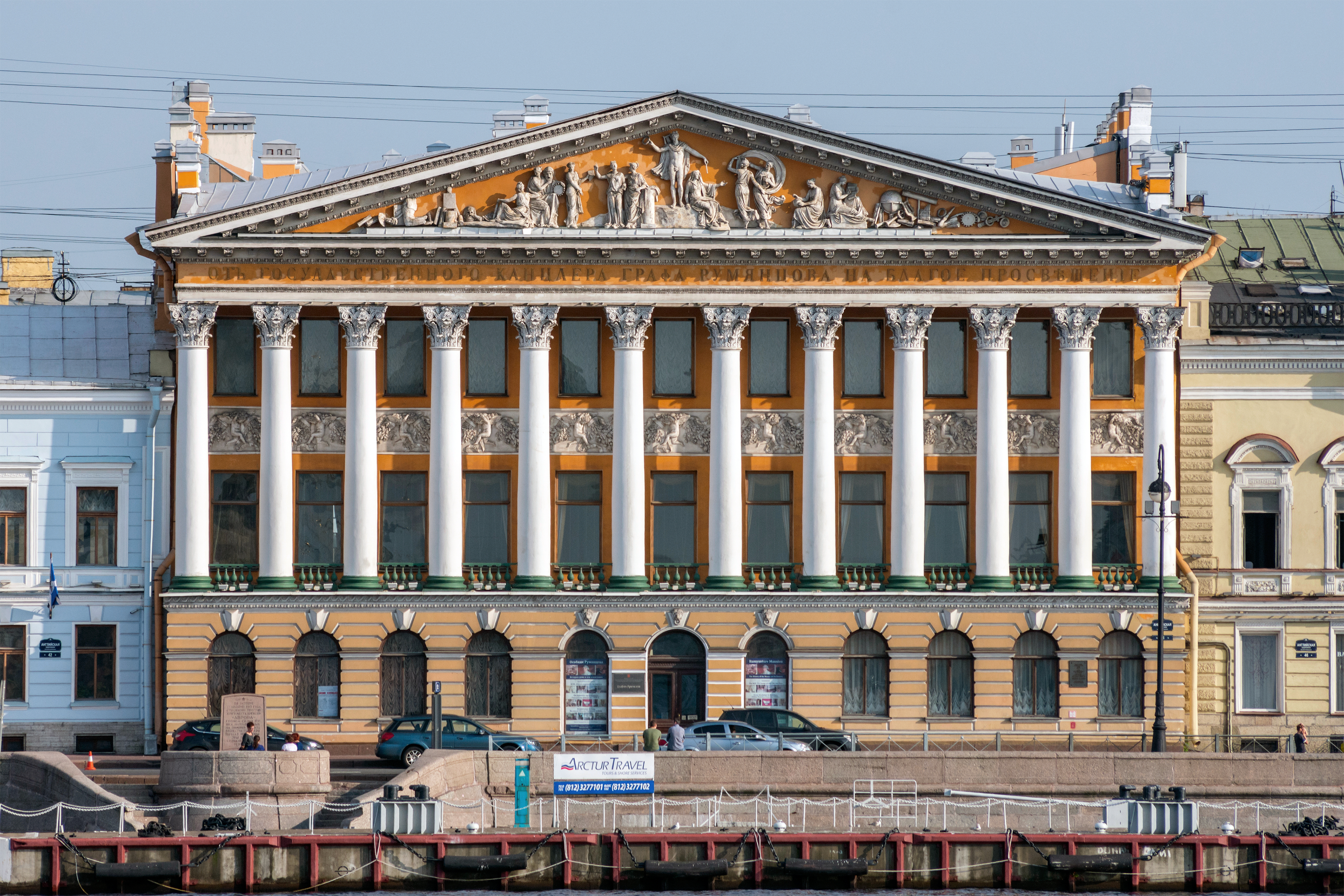
Особняк Румянцева

1802, 8 сентября — 1810, 25 июля — министр коммерции. На посту министра коммерции Румянцев предпринял целый ряд мер, направленных на выдвижение России в число ведущих стран мира. Под его руководством началась разработка нового таможенного тарифа, предусматривавшего, в частности, свободу вывоза и ограничение ввоза хлеба; проводились работы по улучшению судоходства по Бугу, Дону, Западной Двине, строительству Березинского, Ивановского, Мариинского, Свирского и других каналов. Румянцев как министр коммерции предложил отправить в Пекин посольство, перед которым предполагалось поставить ряд важнейших задач: добиться для России права торговли в Гуаньчжоу, что позволяло увязать в единую систему русскую торговлю в Северной Америке, на Камчатке, Охотском побережье и в Китае; получить разрешение на плавание русских судов по Амуру; создать новый пункт торговли с Китаем в районе Бухтармы и др.
С 12 февраля 1808 года по 1 августа 1814 года — министр иностранных дел. Убеждённый франкофил, сторонник дружественных отношений с Наполеоном. После нападения Франции на Россию с Румянцевым случился апоплексический удар, результатом которого стала значительная потеря слуха. Принадлежал к числу немногих лиц, выступавших против Заграничного похода.
1809, 5 (17) сентября — заключил Фридрихсгамский мирный договор, закрепивший за Россией Финляндию.
1809, 7 сентября — возведён в чин Государственного канцлера.
1810, 1 января — 1812, март — председатель Государственного совета и Комитета министров.
1812, 24 марта (5 апреля) — заключил Петербургский союзный договор со Швецией.
1812, 6 (18) июля — Эребруский мир с Великобританией.
1812, 8 (20) июля — Великолукский союзный договор с Испанией.
1813, 9 апреля — подал прошение об отставке.
Румянцев был убеждённым сторонником расширения российского влияния в бассейне Тихого океана и в Северной Америке, крупным акционером Российско-американской компании. В честь Румянцева в 1808 году был назван форт (Fort Rumiantzeff), построенный первыми русскими поселенцами в Калифорнии и переименованный в 1812 году в Форт-Росс.

## Издательская деятельность
После выхода Румянцева в отставку, вокруг него сложилось неформальное объединение историков, археографов и филологов (Румянцевский кружок) численностью свыше 200 человек, действовавшее главным образом в 1813—1826 годах. Деятельностью кружка Румянцев руководил, как правило, путём переписки. В соответствии с его заданиями члены кружка осуществляли поиск и копирование исторических источников для их публикации, издание трудов по истории, совершали покупки рукописей, старопечатных книг, монет. Среди румянцевских изданий — «Словарь исторический о бывших в России писателях духовного чина грекороссийской церкви» Е. Болховитинова (1818), «Древние российские стихотворения, собранные Киршою Даниловым» (1818), «Исследования, служащие к объяснению древней русской истории» (1819), «Рустрингия, первоначальное отечество первого российского князя Рюрика и его братьев» (1819), «Слово о полку Игореве» (1819), «Софийский временник, или Русская летопись с 862 по 1534 год» (1820—1821), «Сведения о трудах Швайполта Феоля, древнейшего славянского типографщика» К. Калайдовича (1820), «Памятники российской словесности XII века» (1821), «Исторический и хронологический опыт о посадниках новгородских» (1821), «Летопись сибирская, содержащая повествование о взятии Сибирской земли русскими при царе Иоанне Васильевиче Грозном» (1821), «Белорусский архив древних грамот» (1824), «Иоанн Экзарх болгарский. Исследование, объясняющее историю словенского языка и литературы IX и X столетий» К. Калайдовича (1824), «Кирилл и Мефодий, словенские первоучители» (1825), «Sur les origines russes» Хаммера-Пуршгаля (1827).
Избран почётным членом Императорской Российской академии (18.01.1819).
В ноябре 1825 года Румянцев ушиб бедренную кость левой ноги. Вскоре у него началась лихорадка, от которой он и скончался в Санкт-Петербурге 3 января 1826 года. После отпевания в Адмиралтейском соборе прах Румянцева был отправлен в его вотчину в Гомеле и погребён в Петропавловском соборе. В качестве надгробия установлена бронзовая копия мраморного памятника «Олицетворение Мира» (скульптор — Антонио Канова), украшавшего петербургский особняк Румянцева. В 1984 году была создана комиссия, которая занималась изучением места захоронения Н. П. Румянцева. Было обнаружено, что в своде склепа пробито отверстие размером 50 на 40 см. Какие-либо костные останки обнаружены не были. После окончания обследования склеп был законсервирован. Захоронение было разорено. Дальнейшая судьба останков не известна.

## Награды
Российские:
- Орден Святого Андрея Первозванного (04.05.1798)
- Орден Святого Владимира 1-й степени (30.08.1808)
- Орден Святого Владимира 2-й степени (22.09.1784)
- Орден Святого Александра Невского (24.11.1792)
- Орден Святой Анны 1-й степени (04.05.1798)
- Табакерка с портретом Его Императорского Величества (09.03.1797)
- Табакерка с алмазами (15.09.1801)

Иностранные:
- Орден Почётного легиона, большой крест (Франция, 1808/1810)
- Орден Чёрного орла с алмазами (Пруссия, 1809)
- Орден Серафимов (Швеция, 03(15).09.1812)

## Личная жизнь
Канцлер занимал в Петербурге особняк Румянцева (Е. Л. Кочубея) Английская наб., 44, Галерная ул., 45, 1720—1730-е гг., 1820-е гг., арх. В. А. Глинка, ск. И. П. Мартос, 1863—1865 гг., арх. И. А. Цим, 1882—1886 гг., арх. А. А. Степанов.
В архиве канцлера сохранились сорок четыре письма великой княгини Марии Фёдоровны к молодому Румянцеву. В их общении, как убеждённо пишет Т. А. Соловьёва, присутствовало и до конца жизни не ослабевало чувство особой привязанности друг к другу. Письма великой княгини и в самом деле проникнуты особой чувственностью, откровенностью. Личный архив императрицы после её смерти был по завещанию уничтожен Николаем I. Некоторые исследователи высказывают предположение, что у Марии Фёдоровны и Николая Румянцева были внебрачные дети, что документально не подтверждено. Их отношения стали причиной ухода матери Румянцева, Екатерины Михайловны, с поста гофмейстерины при дворе — она отправилась в добровольную ссылку в подмосковное имение Кайнарджи. Румянцеву до конца жизни не удалось создать семью. Мария Фёдоровна и Н. П. Румянцев, видимо, были неравнодушны друг к другу, возможно, даже близки. Ясно одно: две незаурядные личности, разведённые государственным протоколом, условностями, правилами и обычаями высшего общества, наконец, расхождениями в политических взглядах, сумели пронести сквозь десятилетия чистосердечную, глубокую и возвышенную дружбу. Свою привязанность и преданность памяти Николая Петровича Мария Фёдоровна выразила паломничеством к его могиле в Гомель в годовщину его смерти.

## Память
- В Гомеле Н. П. Румянцеву установлен памятник, напротив главного входа во дворец Румянцевых — Паскевичей (1996). Скульптор — Н. А. Рыженков.
- Именем Николая Петровича названа бабочка Papilio rumanzovia, род растений Romanzoffia и пальма Syagrus romanzoffiana, открытые в ходе организованной им экспедиции известного русского путешественника О. Е. Коцебу.
- Также именем графа назван один из атоллов в архипелаге Туамоту (современное название Тикеи), открытый тем же О. Е. Коцебу (повторно, после Я. Роггевена) в ходе кругосветного плавания[16][17].
- Залив Бодега в Калифорнии первоначально назывался «порт Румянцев»[17].
- Также в честь Н. П. Румянцева назван мыс (Берингово море, полуостров Аляска; 61°48′ с.ш., 166°06′ з.д., открыт в 1821 году Г. С. Шишмаревым, название присвоено В. С. Хромченко и А. К. Этолиным).
- Имя графа носил основанный им Румянцевский музей.
- Джон Кларк[бел.] выстроил для Румянцева дворец, памятник архитектуры.
- Портрет графа Румянцева размещён на монете «Английская набережная в Санкт-Петербурге» из серии «Первое русское кругосветное путешествие».
- В честь Н. П. Румянцева 18 августа 1997 года назван астероид 5495 Rumyantsev, открытый в 1972 году астрономом Л. В. Журавлёвой.

Памятник Н. П. Румянцеву перед дворцом
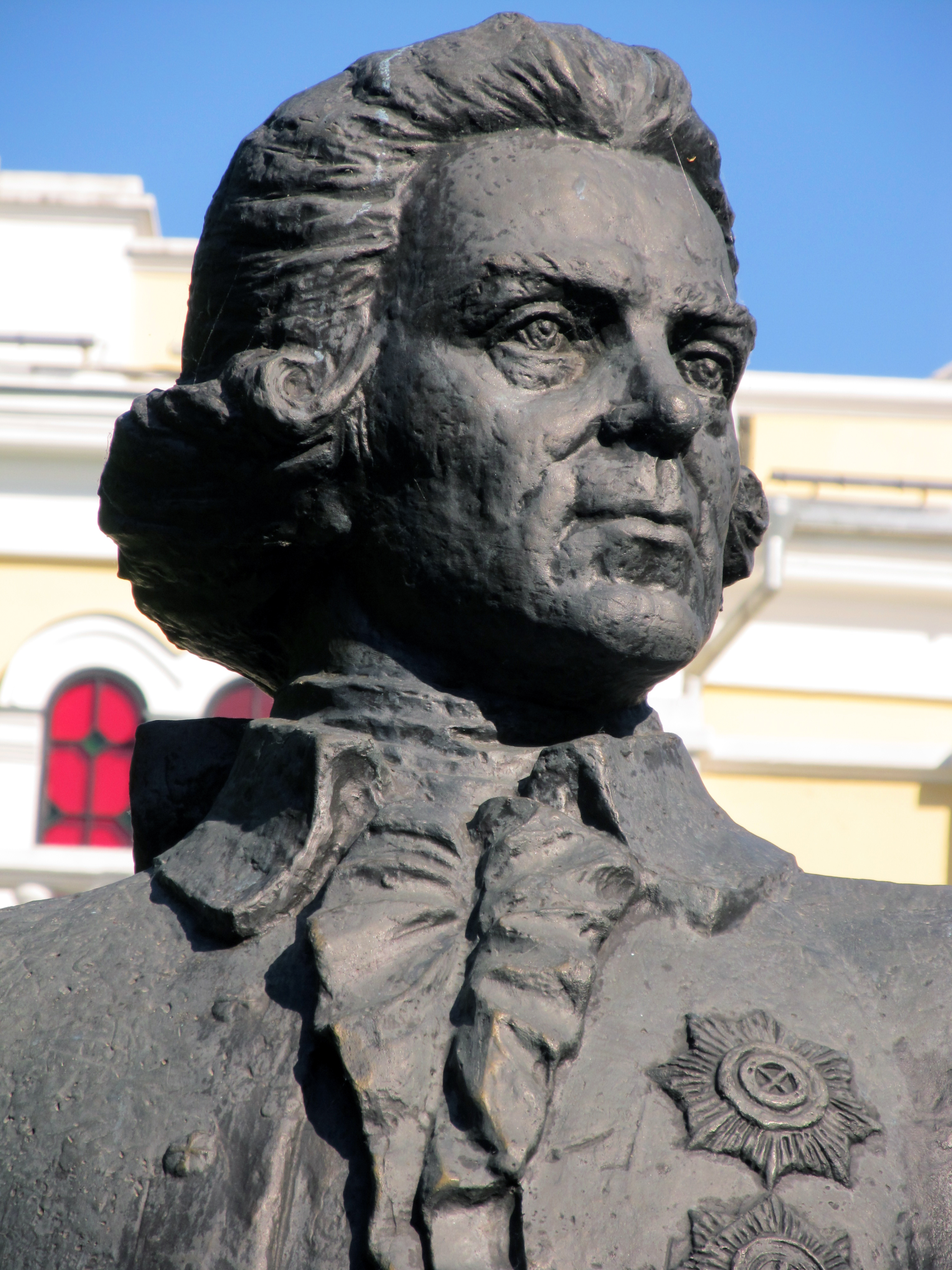
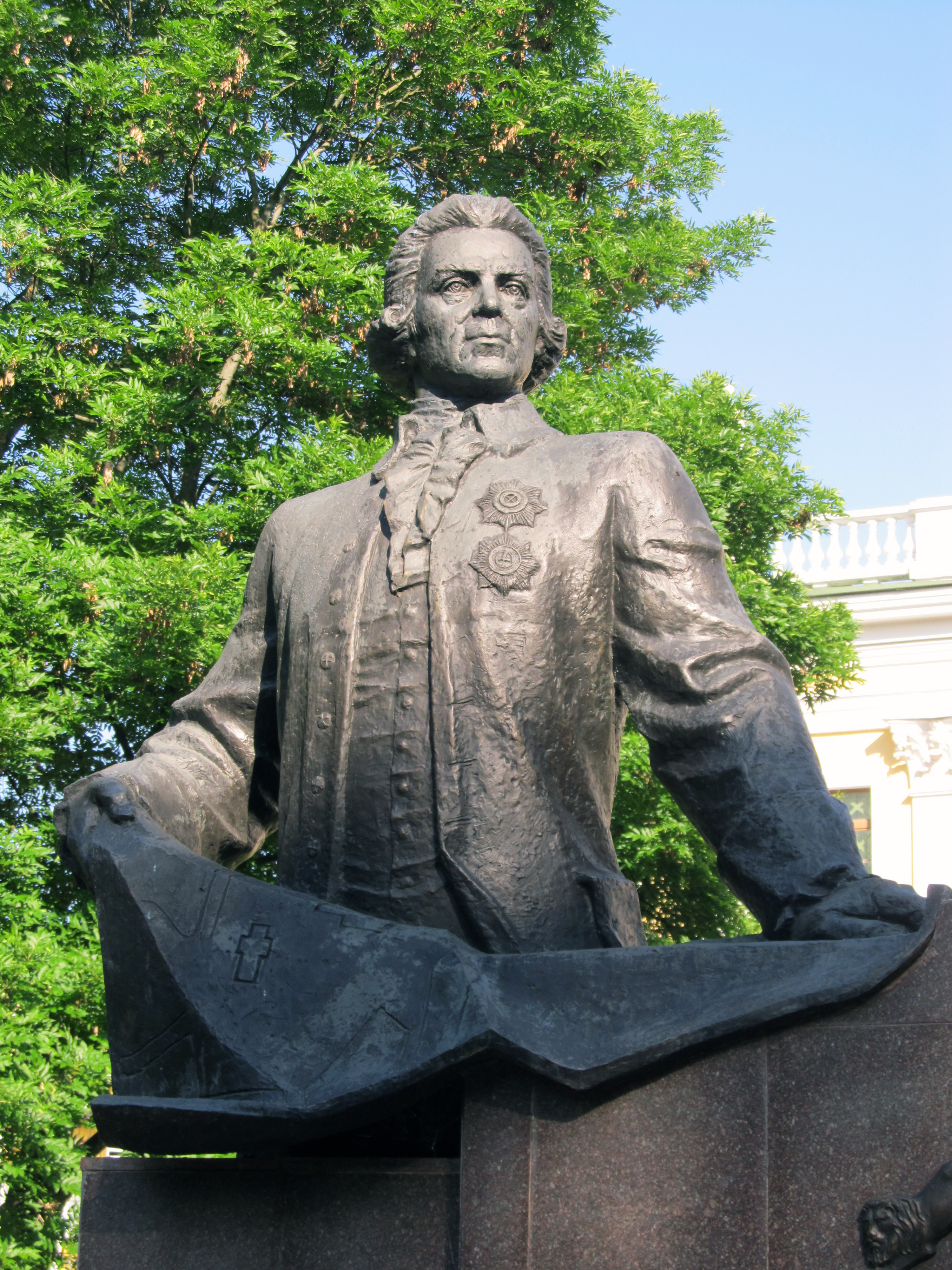
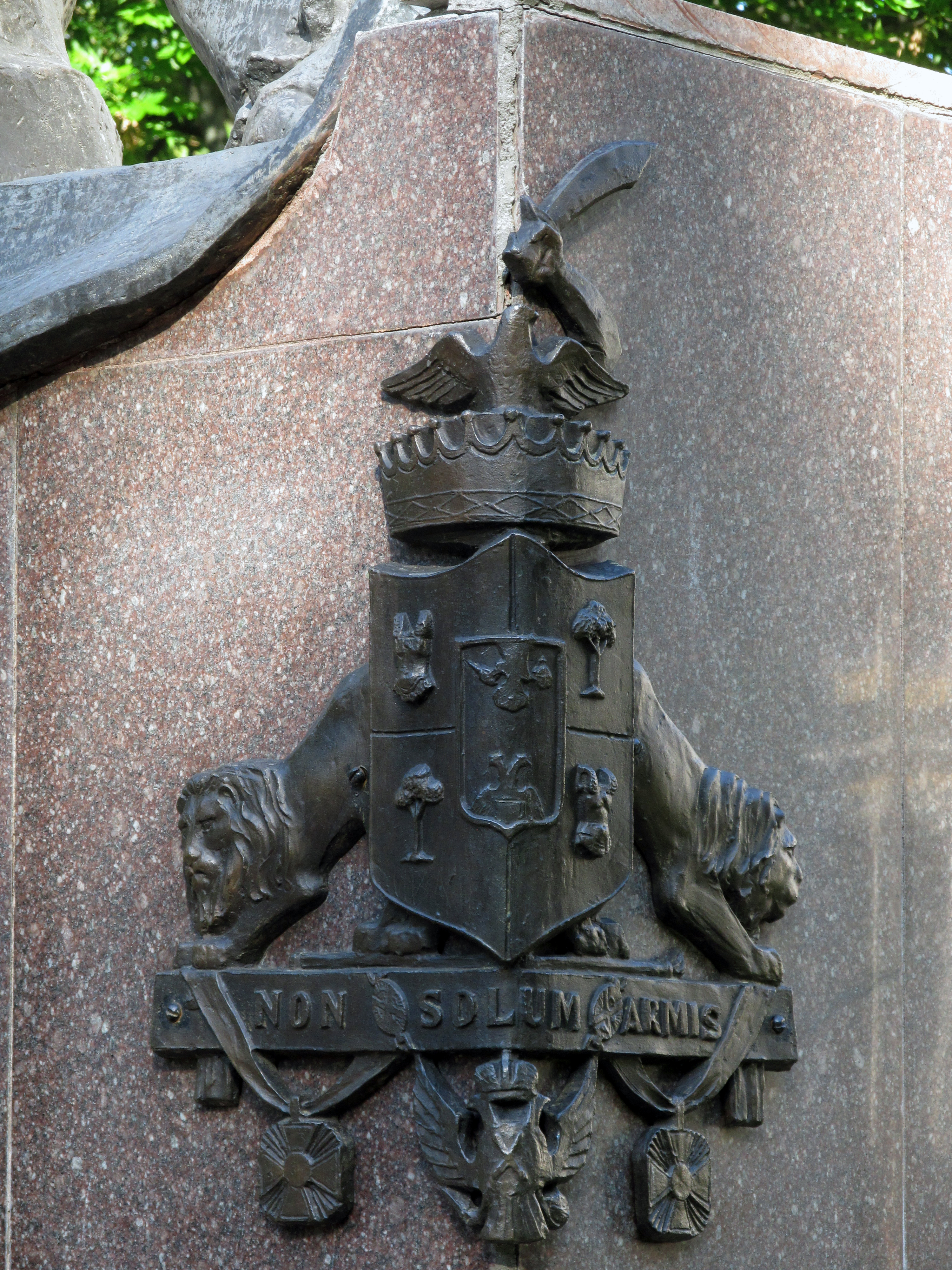
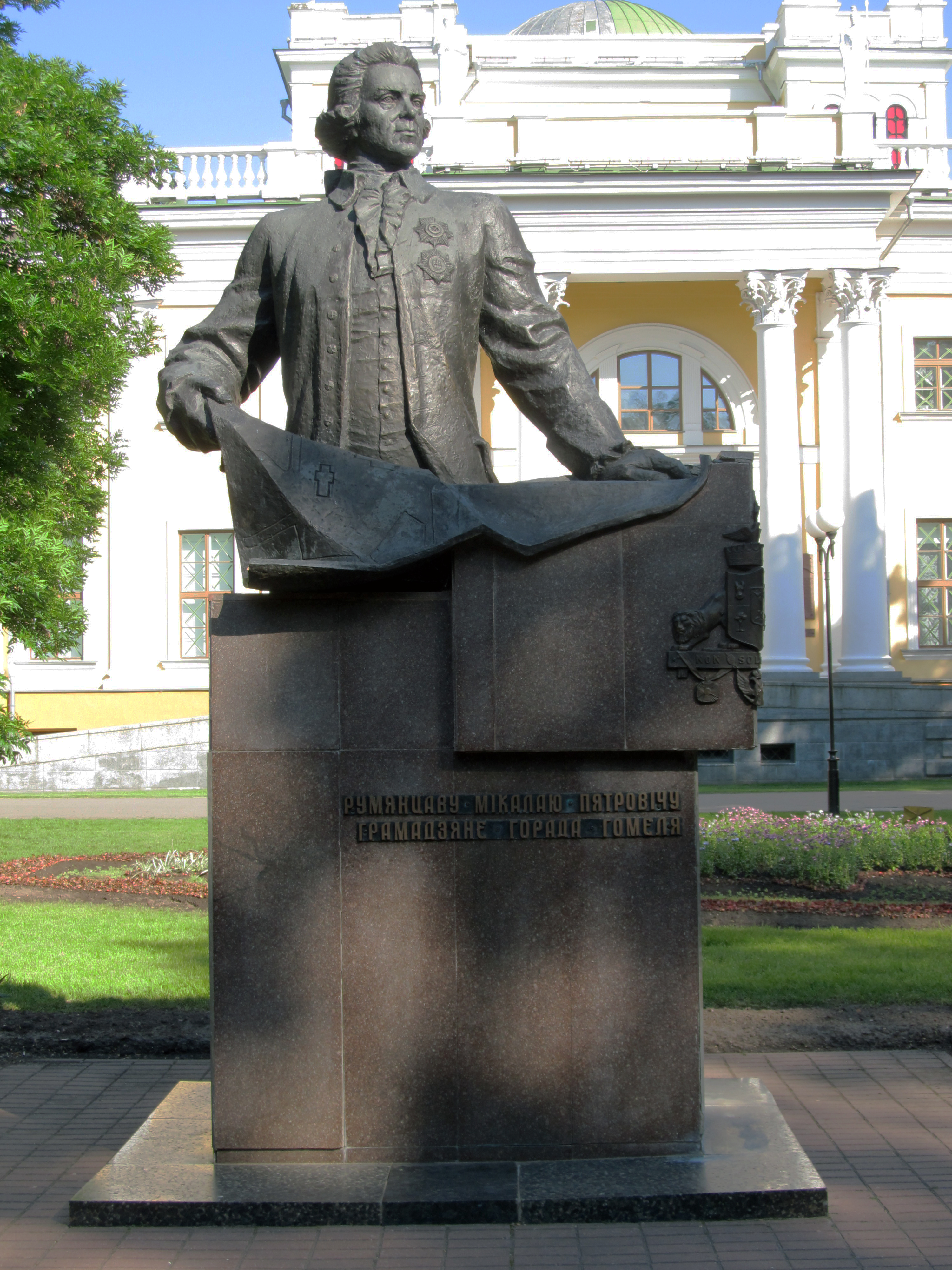
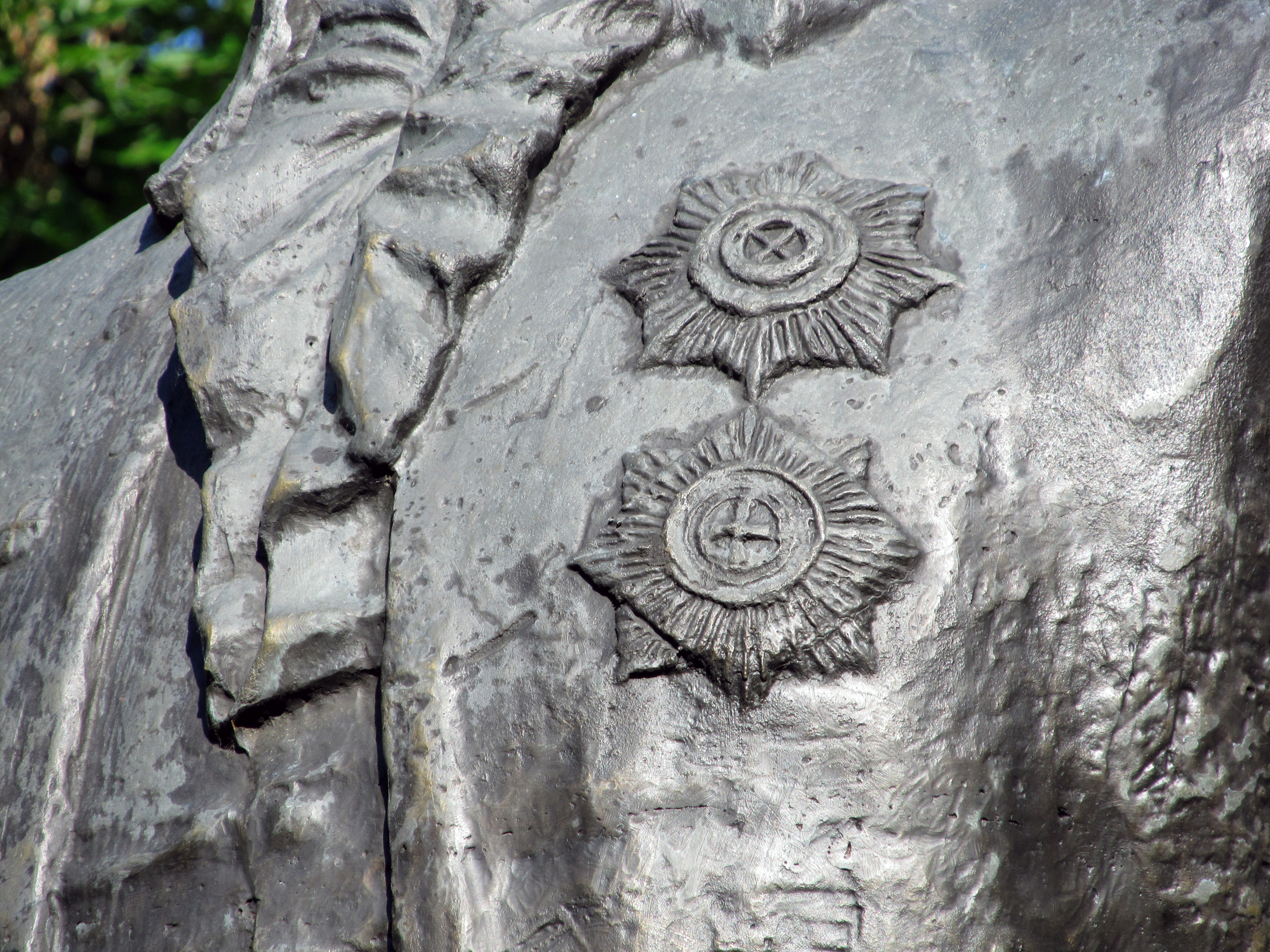